# Wikipedia tiếng Ido
Wikipedia tiếng Ido là phiên bản tiếng Ido của Wikipedia, một bách khoa toàn thư mở. Đến ngày 1 tháng 6 năm 2007, phiên bản này có hơn 15.000 bài viết.